# Seven Oaks (Carolina del Sud)
Seven Oaks és una concentració de població designada pel cens dels Estats Units a l'estat de Carolina del Sud. Segons el cens del 2000 tenia 15.755 habitants.

## Demografia
Segons el cens del 2000, Seven Oaks tenia 15.755 habitants, 6.633 habitatges i 4.324 famílies. La densitat de població era de 774,9 habitants/km².
Dels 6.633 habitatges en un 30,4% hi vivien nens de menys de 18 anys, en un 50,5% hi vivien parelles casades, en un 11,8% dones solteres, i en un 34,8% no eren unitats familiars. En el 27,9% dels habitatges hi vivien persones soles el 6,8% de les quals corresponia a persones de 65 anys o més que vivien soles. El nombre mitjà de persones vivint en cada habitatge era de 2,35 i el nombre mitjà de persones que vivien en cada família era de 2,89.
Per edats la població es repartia de la següent manera: un 23,3% tenia menys de 18 anys, un 9,5% entre 18 i 24, un 30,7% entre 25 i 44, un 25,2% de 45 a 60 i un 11,3% 65 anys o més.
L'edat mediana era de 36 anys. Per cada 100 dones de 18 o més anys hi havia 85,1 homes.
La renda mediana per habitatge era de 47.019 $ i la renda mediana per família de 58.890 $. Els homes tenien una renda mediana de 37.508 $ mentre que les dones 27.940 $. La renda per capita de la població era de 22.388 $. Entorn del 4,6% de les famílies i el 6,8% de la població estaven per davall del llindar de pobresa.

## Poblacions més properes
El següent diagrama mostra les poblacions més properes.